# Nikon Coolpix 700
Le Nikon Coolpix 700 est un appareil photographique numérique de type compact fabriqué par Nikon de la série Nikon Coolpix, commercialisé en avril 1999.

## Description
Le 700 est un appareil de dimensions réduites : 11,4 × 6,7 × 3,85 cm.

Son boîtier de forme ergonomique lui assure une bonne prise. Il possède une définition de 2,1 mégapixels et est équipé d'un objectif fixe.

Sa portée minimum de la mise au point est de 30 cm ramené à 9 cm en mode macro.

L’ajustement de l'exposition est possible dans une fourchette de ±2.0 par paliers de 0,33 EV.

La balance des blancs se fait de manière automatique, mais également semi-manuelle avec des options pré-réglées.

Son flash incorporé a une portée effective de 7 m et dispose de la fonction atténuation des yeux rouges.

## Caractéristiques
- Capteur CCD taille 1/2 pouce - définition : 2,11 millions de pixels, effective : 2,1 millions de pixels
- Zoom optique : non, numérique : 2,5×
  - Distance focale équivalence 35 mm : 35 mm
  - Ouverture de l'objectif : F/2,6-F/8,0
- Vitesse d'obturation : 8 à 1/750 seconde
- Sensibilité : ISO 80 - 100 - 160 et 320
- Stockage : CompactFlash type I
- Définition image maxi : 1600×1200 au format JPEG et TIFF
- Autres définitions : non
- Connectique : vidéo composite
- Écran LCD de 1,8 pouce - matrice active TFT de 112 000 pixels
- Pile alcaline (×4) type AA (LR6)
- Poids : 340 g avec accessoires (batteries-mémoire externe)
- Finition : noir.